# Inês Pires Tavares
Inês Pires Tavares, (Almada, 27 de janeiro de 2001) é uma atriz e cantora portuguesa.

## Biografia
Aos 10 anos começou a ter uma forte ligação com a música, pois sempre gostou de cantar. Foi a partir da música que surgiu a representação, cuja estreia foi no Teatro Armando Cortez, em 2015.
No ano de 2015 participou como concorrente no programa da RTP1, Got Talent Portugal, onde passou para as semifinais do formato. 
Em 2020, estreou-se em televisão na novela Amar Demais, da TVI. Seguidamente, em 2021 entra na novela da SIC Amor Amor, e mais tarde para o mesmo canal, seguem-se Sangue Oculto, O Clube e Senhora do Mar. Na RTP1, integrou elenco da série A Rainha e a Bastarda, em 2022. 

## Filmografia

### Televisão[2]
| Ano         | Projeto                          | Papel                       | Notas               | Canal |
| ----------- | -------------------------------- | --------------------------- | ------------------- | ----- |
| 2015        | Got Talent Portugal (3.ª edição) | Ela Própria                 | Concorrente         | RTP1  |
| 2020 - 2021 | Amar Demais                      | Célia Maria Campos (jovem)  | Elenco Adicional    | TVI   |
| 2021 - 2022 | Amor Amor                        | Dora Marisa Silva Fernandes | Elenco Principal    | SIC   |
| 2022        | A Rainha e a Bastarda            | Kalila                      | Elenco Principal    | RTP1  |
| 2022 - 2023 | Sangue Oculto                    | Elsa Rocha                  | Elenco Principal    | SIC   |
| 2023        | O Clube (4.ª temporada)          | Miriam Figueiredo           | Protagonista (OPTO) | SIC   |
| 2024        | O Clube (5.ª temporada)          | Miriam Figueiredo           | Protagonista (OPTO) | SIC   |
| 2024 - 2025 | Senhora do Mar                   | Rita Lobo Bettencourt       | Elenco Principal    | SIC   |
| 2025        | Lua Vermelha: Nova Geração       | Sofia Azevedo               | Protagonista (OPTO) | SIC   |

### Cinema
| Ano  | Projeto        | Papel |
| ---- | -------------- | ----- |
| 2022 | Casa Flutuante | Joana |
| 2022 | A Criança      | Rosa  |